# Echtzeitanalyse
Echtzeitanalyse ist eine Form der Datenanalyse, bei der Daten in Echtzeit verarbeitet und analysiert werden. Dies bedeutet, dass die Analyse von Daten sofort nach deren Erfassung stattfindet, ohne dass eine Verzögerung zwischen der Datenerfassung und der Analyse besteht. Echtzeitanalyse kann dazu verwendet werden, um schnell auf Veränderungen in den Geschäftsprozessen zu reagieren und Entscheidungen zu treffen, um das Geschäftsergebnis zu verbessern. Sie kann auch dazu beitragen, Prozesse zu optimieren und Risiken zu minimieren.

## Anwendungen
Echtzeitanalyse wird häufig in Bereichen wie der Industrie, dem Transportwesen und der Finanzindustrie eingesetzt, um schnell auf Veränderungen reagieren und Entscheidungen treffen zu können.
Der Bedarf an Datenbereitstellung in Echtzeit dehnt sich auf immer mehr Anwendungsbereiche aus. 

### Herausforderung
• Hohe Nutzererwartungen an aktuelle Daten führen zu wachsender Nachfrage nach neuen Systemen
• Anpassungsfähigkeit der Anwendung an schwankende Datenmengen und Workloads, effiziente Nutzung von Ressourcen wie Speicher, Rechenleistung, Netzwerk usw.
• Anwendungen ermöglichen beschleunigte Geschäftsprozesse und die Integration mit Geschäftspartnern besser

### Ergebnis
• Die Bereitstellung von Echtzeitdaten wird zu einer wichtigen Leistungsanforderung für die Beschaffung von Anwendungssoftware (und der zugehörigen Infrastruktur) sowie für die interne Entwicklung
• Minimieren technischer Verzögerungen, die durch an Kernprozessen beteiligte Anwendungen verursacht werden, und ersetzen der Batching-Teile durch Streaming-Logik

## Technologien
Um eine Echtzeitanalyse durchführen zu können, werden in der Regel spezielle Tools und Technologien verwendet, die in der Lage sind, große Mengen von Daten schnell zu verarbeiten und zu analysieren. 
Dazu gehören beispielsweise Datenbanken, Analyse-Software und spezielle Algorithmen.